# Mohant
Móhant ali môhant je polmehki sir z zaščitenim geografskim poreklom iz Bohinja, je ostrega vonja in pikantnega okusa. 

## Značilnosti
Okus mohanta je značilno pikanten, oster, vendar ne pekoč, lahko tudi malo greni. Okus in vonj sta agresivna, izredno močno izražena. Testo je belorumene barve, izenačeno, gladko, delno elastično, težko mazavo, zgneteno, lahko malo grudasto.

## Proizvodnja
Večerno mleko delno ohladijo in zorijo preko noči. Z zajemalko zjutraj posnamejo smetano in dolijejo polnomastno mleko jutranje molže. Mleko v kotlu segrevajo na 32–35 ºC. Dodajo sirišče, ki ga še vedno sami izdelajo iz telečjih želodcev. Ko je mleko segreto, ga odmaknejo od ognja, nakar se mleko siri od 20 do 40 minut, nato ga na grobo razrežejo z lesenim nožem in s trnačem zdrobijo do velikosti pšeničnih zrn. Da je sirjenje popolnejše, sirno maso vmes lahko dogrevajo, da se zgosti in usede na dno kotla. Sirotko delno odlijejo, maso pa z rokami oblikujejo v kepe in dajo v model, ki ga domačini imenujejo štecl, v katerem je prt, ki ga zavijejo čez sirno maso. Potem sirno maso tlačijo z rokami in tako pospešujejo odtekanje sirotke. Sir mohant v modelu obračajo in solijo. Obračanje in stiskanje traja dan ali dva, nato hlebčke mohanta za dva do tri dni sušijo na policah. Tako sušene hlebčke zložijo po plasteh v lesen škaf. Poln škaf z mohantom prekrijejo s platnenim prtom in lesenim pokrovom ter škaf močno obtežijo s kamni, da iz sira iztisnejo še preostalo sirotko. Iz škafa sirotko odlivajo, ko pa se sirotka preneha izločati, posodo zabijejo s pokrovom in mohant nato zori najmanj štiri do šest tednov (spomladi) ali do tri mesece (pozimi). Zorenje poteka pri temperaturah 20 do 25 ºC. Med zorenjem postane testo mohanta homogeno, bolj ali manj plastično in deluje sveže. Mohant polnijo v plastične ali steklene lončke.

### Zaščita označbe porekla
Originalni Mohant se označi tudi s pripadajočim znakom Skupnosti za živilo z zaščitenim geografskim poreklom, ter z nacionalnim simbolom kakovosti.

## Zgodovina
Zaželeno mleko za predelavo v mohant je mleko avtohtone pasme krave – bohinjske cike. Dovoljena je tudi predelava mleka drugih pasem krav. V Bohinju so mohant izdelovali še pred poznavanjem tehnologije prešanja sirov, sirišče je bilo tradicionalno izdelovano iz telečjih želodcev. Povečini ga uporabljajo le domačini in poznavalci sirov. S pravilnikom o zaščiti označbe porekla so za sir mohant od leta 2004 določeni območje in način izdelave ter pogoji priprave za trg.